# Rescued by Rover
Rescued by Rover é um filme em curta-metragem mudo britânico de 1905, dirigido por Lewin Fitzhamon. A obra, distribuída em preto e branco e produzida por Cecil Hepworth, conta a história de uma cadela que encontra o bebê sequestrado de seu dono; sendo assim o primeiro filme protagonizado por um cão e também o primeiro papel de Blair, animal da família Hepworth. O curta, segundo análise do crítico Michael Brooke, da BFI Screenonline, "é um marco fundamental para a inserção de uma novidade divertida à sétima arte [e], provavelmente, a única vez na história do cinema que o Reino Unido teve os olhares do mundo, por novas técnicas de edição, produção e narração".
Embora tenha sido feito com um orçamento mínimo de sete libras esterlinas, treze xelim e nove pêni, tornou-se um sucesso internacional, à época do lançamento, com cerca de quatrocentas cópias vendidas. O estilo de filmagem e narração de Rescued by Rover, com gravuras preservadas nos Estados Unidos e no país de origem, influenciaram a produção artística de cineastas como Edwin Stanton Porter e D. W. Griffith. A ideia de "cão herói" também foi base para diversas obras, por exemplo, Lassie Come Home (1943) e Beethoven (1992).

## Produção

### Roteiro e elenco

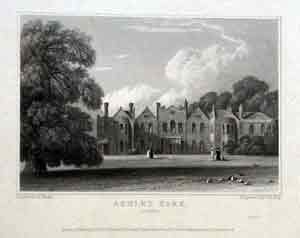
Walton-on-Thames (séc. XX), onde foi gravado Rescued by Rover.

O roteiro do curta-metragem britânico foi idealizado em julho de 1905 e exemplifica uma transição dos "anos primitivos" do cinema para uma produção mais organizada, visando a comercialização da indústria cinematográfica. O diretor Cecil Hepworth, influenciado pelo fotógrafo Birt Acres, fez parcerias comerciais e fundou em 1904 a empresa Hepworth Manufacturing Company, com sede na cidade de Walton-on-Thames.
A produção de Rescued by Rover foi atribuída, em grande parte, à família Milton Hepworth: Margaret idealizou o cenário por onde se desenrolaria a história e interpretou uma das personagens. Cecil, o marido de Margaret, ocupou a direção geral, a direção de fotografia e também um papel no elenco. A filha do casal, Barbara Hepworth, foi a bebê e Blair, a cadela, protagonizou o curta.
Dois atores profissionais, Sebastian Smith e sua esposa, foram pagos com meio guinéu para participarem do filme, sendo, portanto, considerado a primeira obra cinematográfica a utilizar atores pagos; segundo o diretor, "[eles] não poderiam ser obtidos por menos". Mabel Clark, que havia interpretado Alice em Alice in Wonderland (1903), versão de Hepworth, completou o elenco interpretando a enfermeira que cuida do bebê sequestrado; além disso, ocupou o cargo de montadora do filme.

### Filmagem
A cena do sequestro do bebê foi realizada com a câmera em dois ângulos diferentes para melhor captura da movimentação das personagens. Ainda, utilizaram duas lâmpadas a arco voltaico como simulação da luz solar, gerando uma atmosfera ameaçadora. No total, Rescued by Rover é desenvolvido em onze posições diferentes da câmera, sendo grande parte delas focada em uma única personagem.

## Enredo
O filme se inicia com uma cena entre a cadela Rover e a bebê brincando em frente à lareira. Em seguida, a enfermeira da família pega a bebê, a coloca no carrinho e sai de casa. Na rua, aparece uma mendiga, aparentemente alcoolizada, pedindo esmola para a enfermeira que, por sua vez, não a ajuda e é distraída por um soldado. Enquanto conversa com o soldado, ela não presta atenção na bebê e a mendiga a captura.
Na cena seguinte, a enfermeira avisa à mãe que a criança foi sequestrada. Rover, também presente na sala, ouve e salta rapidamente da janela, passa pela rua, atravessa um rio e busca a bebê na outra parte da cidade. A cadela caminha por uma favela, onde entra pelas portas à procura da menina. Enfim, em um sótão, encontra a mendiga retirando a roupa da criança; o cão entra e logo é expulso.
Rover sai da favela e volta para casa através do rio; o pai está sentado na sala apavorado e a cadela sinaliza para ele a seguir. O homem a segue, atravessa o rio por um barco e chega na favela. Eles entram no sótão onde a criança está escondida, o pai a salva rapidamente, deixando a mendiga inconformada. Após retornar para casa, a bebê é colocada nos braços da mãe, enquanto todos se expressam aliviados e felizes.

## Lançamento e repercussão
Com o orçamento mínimo de sete libras esterlinas, treze xelim e nove pêni, Rescued by Rover foi lançado originalmente em seu país de origem em 3 de julho de 1905 por meio de cópias vendidas a oito libras cada. Nos Estados Unidos, essas cópias foram comercializadas a partir de 19 de agosto de 1905 pela Biograph Company sob a proteção dos direitos autorais no país norte-americano.
Em um editorial do Leicester Daily Post, o curta-metragem foi elogiado e a produção de Hepworth analisada como "encantadora e completamente nova em termos de conceito e implementação". Em 1907, o jornal alemão Kinematograph Weekly avaliou positivamente, ressaltando o desenvolvimento e a natureza inspiradora. Michael Brooke, da BFI Screenonline, disse que o trabalho de Cecil "é um marco fundamental para a inserção de uma novidade divertida à sétima arte [e, talvez] a única vez que o [cinema britânico] teve os olhares do mundo, por novas técnicas de edição, produção e narração". Devido à repercussão do filme, o cineasta alemão Siegmund Lubin produziu uma refilmagem em abril de 1906.

## Legado
Assim como outras obras de Hepworth, Rescued by Rover é considerado uma transição do cinema de atrações. Os primeiros anos do século XX foram um período no qual muitos cineastas deram ênfase maior à retratação da história narrativa e menor atenção à imagem e à capacidade de demonstrar alguma coisa. O curta, no entanto, dá espaço tanto a narração quanto a fotografia, mesmo não sendo intuito do diretor desenvolver técnicas inovadoras.

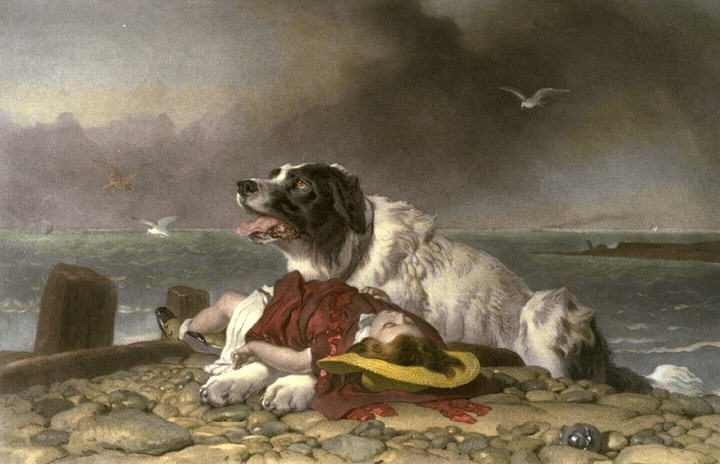
Pintura de Edwin Henry Landseer (1856). A imagem do "cão herói" foi tema de Rescued by Rover.

A ideia de "cão herói" influenciou inúmeros filmes a colocar animais como protagonista; dentre eles, o próximo filme de Lewin Fitzhamon, Dumb Sagacity (1907); The Adventures of Dollie (1908); Where the North Begins (1923); Lassie Come Home (1943); Beethoven (1992) e o desenho animado Krypto the Superdog (2005). Rescued by Rover transmite cenas com mais de vinte tiros; o que é considerado um avanço comparado com How it Feels to be Run Over (1900), o qual exibe um único tiro. Ademais, o curta é notável pelo uso de cortes, fazendo das cenas com a cadela Blair mais rápidas do que seriam na realidade.
Rescued by Rover é, às vezes, considerado o primeiro filme fictício mais importante do Reino Unido, visto que cerca de quatrocentas cópias foram vendidas por oito libras esterlinas cada, circuladas em diversos países por cinco anos. A personagem Rover, interpretada pela cadela Blair, da família Hepworth, tornou-se um nome muito reconhecido no cinema, além de receber o título de primeiro filme protagonizado por um cão. O maior legado deixado pelo filme britânico foi a melhoria cinematográfica que impressionou os espectadores e, mais tarde, seria base para novas técnicas do cinema. Nas cenas que se passam no sótão, por exemplo, a configuração da câmera cria uma condição de iluminação a qual remete a um ambiente sombrio. Imagens da obra foram preservadas pela Biblioteca do Congresso, British Film Institute e BFI National Archive.